# Agrostis quinqueseta
Espèce
Agrostis quinqueseta (Steud.) Hochst. est une espèce de plantes de la famille des Poaceae (graminées).

## Description
Agrostis quinqueseta est une herbe pérenne, rhizomateuse, pouvant atteindre 80 cm de longueur, avec des chaumes dressés ou ascendants, des gaines basales fibreuses, ses feuilles rubanées sont longues de 15 à  20 cm et larges de 2 à 5 mm, avec une ligule longue de 4 à 5 mm. L'inflorescence est une panicule spiciforme, comprimée, plus ou moins dense, longue de 10 à 25 cm, avec des ramifications ayant jusqu'à 9 cm de long. Les épillets sont oblongs, longs de 4 à 4,5 mm, souvent rougeâtres. Les glumes, persistantes, sont aussi longues que l'épillet, l'inférieure un peu plus courte que la supérieure. Les lemmes, longues de 2,8 à 3 mm, sont glabres ou faiblement pileuses et présentent 5 nervures latérales, les nervures extérieures se terminant en mucrons. Elles présentent une arête géniculée, longue de 3,5 à 5 mm ; le rachillet est pubescent. La paléole mesure les 2/3 de la longueur de la lemme. Les anthères sont longues de 1,6 mm.

## Répartition et habitat
Agrostis quinqueseta se trouve dans les zones humides ou marécageuses, sur prairies montagnardes entre 1700 et 3000 mètres d'altitude. L'espèce est présente au Cameroun, en République démocratique du Congo et en Afrique orientale. Au Cameroun, on la trouve sur les montagnes de l'Ouest et sur le mont Tchabal Mbabo.

## Synonymes
Selon Catalogue of Life (2 novembre 2017) :
- Agrostis alpicola Hochst.
- Agrostis congesta C.E.Hubb.
- Agrostis mildbraedii Pilg.
- Anomalotis quinqueseta Steud.
- Trisetaria quinqueseta (Steud.) Hochst.